# Christian Krohg

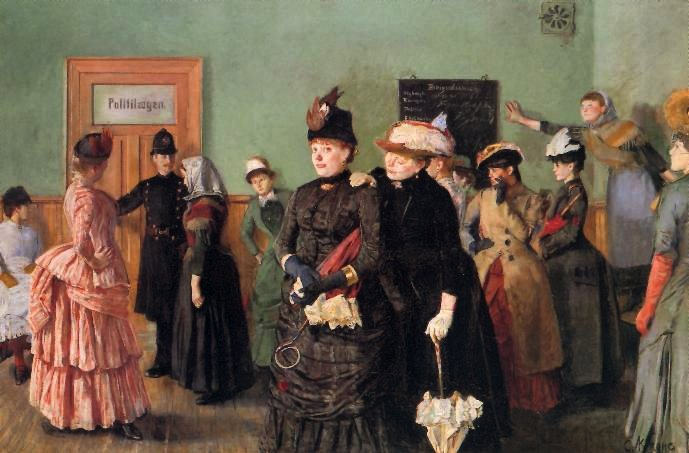
Albertyna w poczekalni lekarza policyjnego, 1887, Oslo

Christian Krohg (ur. 13 sierpnia 1852 w Vestre Aker, zm. 16 października 1925 w Oslo) – norweski malarz realista, rysownik, pisarz i dziennikarz, jeden z przywódców bohemy artystycznej w Oslo.

## Życiorys
Urodził się w rodzinie prawnika Georga Antona Krohga (1817–1873) i był wnukiem ministra Christiana Krohga (1777–1828). Studiował początkowo prawo na Uniwersytecie w Oslo i równocześnie uczył się rysunku. Po śmierci ojca w 1873 wyjechał do Niemiec, gdzie podjął studia artystyczne w Karlsruhe i Berlinie. W lecie 1879 roku udał się po raz pierwszy do Skagen, gdzie działała grupa malarzy realistów, później odwiedzał to miejsce jeszcze dwukrotnie. W latach 1881–1882 pracował w Paryżu, gdzie poznał twórczość impresjonistów.
Christian Krohg zajmował się również publicystyką, pisał szkice literackie z życia rybaków, dzienniki z podróży i wywiady. W 1886 założył pismo „Impressionisten” i został jego pierwszym redaktorem naczelnym, w latach 1890–1910 współpracował z gazetą „Verdens Gang” z Oslo. W latach 1902–1909 nauczał w Paryżu m.in. w Académie Colarossi. Od 1909 do końca życia był profesorem i dyrektorem Akademii Sztuk Pięknych w Oslo.
Artysta był żonaty od 1888 z Odą Krohg, ich syn Per Krohg był również znanym malarzem muralistą.

## Twórczość
Krohg malował początkowo pod wpływem poznanego w Berlinie Maxa Klingera i francuskich impresjonistów. Później skoncentrował się na naturalistycznych przedstawieniach ilustrujących życie prostych ludzi, często z marginesu, jednoznacznie krytykując panujące stosunki społeczne. Jego malarstwo odznacza się żywiołowością i wyrazistością charakterystyczną dla okresu przejściowego między romantyzmem a naturalizmem.
Najbardziej znanym dziełem Krohgha jest powieść Albertine wydana w 1886, która wywołała skandal polityczny i obyczajowy. Jej akcja rozgrywa się w stolicy Norwegii i opowiada losy niezamężnej krawcowej Albertine, którą sytuacja materialna zmusza do uprawiania prostytucji. Powieść skonfiskowano następnego dnia po publikacji na rozkaz samego ministra sprawiedliwości. Konfiskatę podtrzymały kolejne instancje sądowe, a na autora nałożono grzywnę. W styczniu 1887 w obronie powieści protestowało ok. 5 000 osób, głównie robotników i studentów. Krohg namalował kilka obrazów stanowiących ilustrację książki, najbardziej znana jest Albertyna w poczekalni lekarza policyjnego z 1887.